# Heinrich Vitzthum von Eckstädt

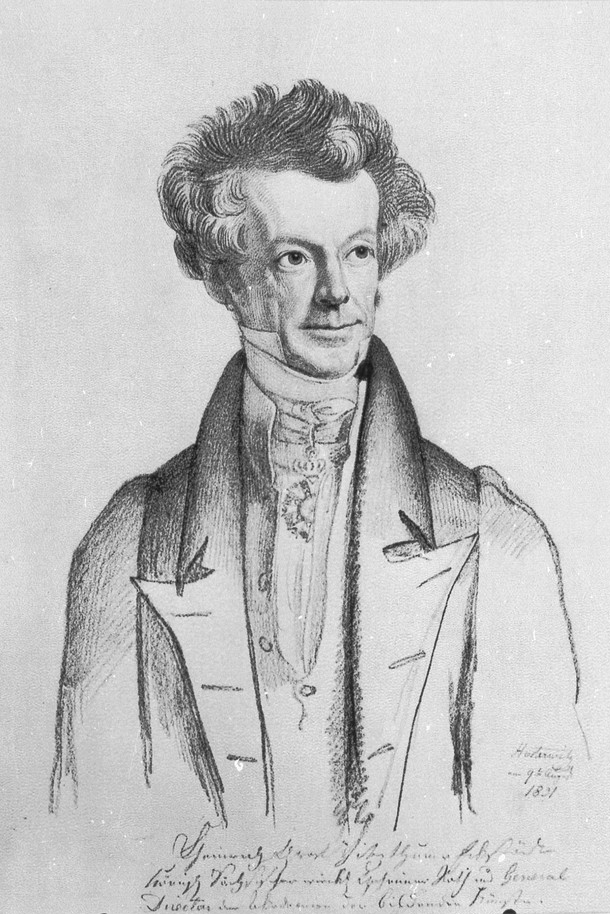
Heinrich Graf Vitzthum von Eckstädt, 1831 porträtiert von Carl Christian Vogel von Vogelstein

Graf Heinrich Carl Wilhelm Vitzthum von Eckstädt (* 26. März 1770 in Dresden; † 11. Oktober 1837 ebenda) war ein sächsischer Geheimrat, Generaldirektor der Dresdner Kunstakademie sowie Direktor des Hoftheaters und der Hofkapelle.

## Leben
Er stammte aus dem Adelsgeschlecht Vitzthum von Eckstädt und war der vierte Sohn von Ludwig Siegfried Graf Vitzthum von Eckstädt (1716–1777) und dessen zweiter Ehefrau, der aus Ober-Oelsa stammenden Auguste Erdmuthe von Ponickau und Pilgram (1738–1775). Ein älterer Bruder war Carl Graf Vitzthum von Eckstädt.
Wie viele seiner Familienangehörigen schlug er eine Verwaltungslaufbahn im Dienst der Wettiner ein und wurde zunächst Geheimer Finanzrat am Dresdner Hof. Im Jahre 1815 erfolgte seine Ernennung zum königlich-sächsischen Hofmarschall. Dadurch war er gleichzeitig Direktor der Dresdner Hofkapelle, des Dresdner Hoftheaters und des Hoftheaters in der Messestadt Leipzig. Ihm ist unter anderem die Anstellung von Carl Maria von Weber 1816 in Dresden zu verdanken, für die er sich energisch eingesetzt hatte.
Ferner war Heinrich Graf Vitzthum von Eckstädt bis kurz vor seinem Tod auch Generaldirektor der Künste sowie der Kunstakademien in Dresden und Leipzig.

## Familie

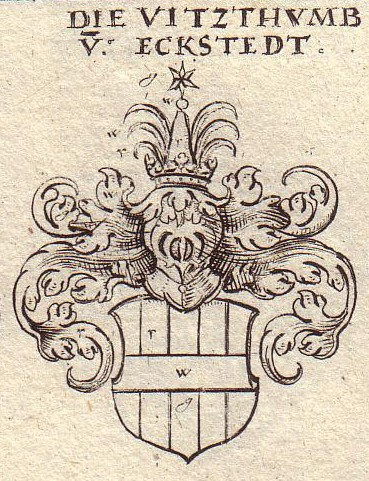
Familienwappen (18. Jahrhundert)

Am 24. Juli 1793 heiratete er die Dresdnerin Friederike Wilhelmine Gräfin von Hopffgarten (* 24. Dezember 1767; † 10. Januar 1837), Tochter des Grafen Georg Wilhelm von Hopffgarten. Er überlebte seine Ehefrau um knapp neun Monate.
Aus der Ehe gingen mehrere Kinder hervor:
- Ludwig Ernst (* 14. Mai 1794; † 4. Juli 1833 in Karlsbad)[5]
- Moritz Heinrich (* 26. November 1795)[6]
- Carl Gustav (* 4. Oktober 1797)[6]
- Thecla (* 25. September 1799 in Dresden; † 18. November 1880), ⚭ 19. November 1817 mit Emil Freiherr von Coburg[7][2]
- Georg Rudolph (* 27. Januar 1801; † 3. Juni 1801)[6]
- Louise Annette (* 7. Mai 1802)[6]
- Angélique Therese (* 7. Februar 1808; † 18. Januar 1876 in Altenburg)[8]
- Oswald Lionel (* 15. Februar 1809; 30. September 1883 in Coburg), ⚭ 9. September 1845 mit Christiane Freiin von Waldenfels (1828–1898)[9]